# 天浮橋
天浮橋（あめのうきはし）は、日本神話において天と地を繋ぐ天上の浮き橋。  
『古事記』と『日本書紀』の両方で言及されている。イザナギとイザナミが天沼矛をかき回して、オノゴロ島を始めとする世界を作った橋だった。『丹後国風土記』によると、京都の西側に天浮橋の残骸があると言われている（天橋立を参照）。サルタヒコは天浮橋の守護者である。  